# 한상룡
한상룡(韓相龍, 1880년 10월 16일 ~ 1947년 10월 30일)은 일제강점기의 관료 겸 금융인, 기업인으로, 조선총독부 중추원의 참의와 고문을 지냈으며 본관은 청주이다.

## 생애
이완용과 이윤용이 그의 외삼촌이며 조선귀족 한창수와도 친척 관계인, 유력한 친일파 집안 출신으로 한관수(韓觀洙)의 아들로 서울 재동에서 태어났다. 관립 영어학교를 졸업한 뒤 1898년 일본 제국으로 유학했고, 이때부터 일본 제국의 고위 인사들과 친분을 맺을 수 있었다.
1903년 일본 제국이 친일 왕족인 고종의 종형 이재완을 내세워 설립한 한성은행의 총무로 부임하여 실질적인 경영을 맡은 것을 시작으로, 일제 강점기 동안 철저한 친일파로서 활동했다. 그는 일본 제국의 신임을 얻어 1923년 이윤용의 뒤를 이어 한성은행 두취로 취임했고, 이러한 경력을 바탕으로 식민지 경제 체제 강화 부문에서 주로 활동하였다. 1908년 동양척식주식회사가 설립될 때에는 설립위원으로 참가하기도 했는데, 이런 과정을 통해 조선에서 손꼽히는 거부가 된 한상룡은 친일 유력자 모임인 대정실업친목회 초대 평의장을 지내며 깊숙이 관여하기도 했으며, 일본인을 찬양 기념하는 각종 사업에서 두드러진 행적을 보였다. 데라우치 마사타케의 동상을 세우고 이토 히로부미 기념회와 사이토 마코토 기념회에 발기인으로 참가하는 등 숱한 일본인의 현창 사업마다 빠지지 않았다. 1919년에 이미 창씨개명을 허가해 달라는 건의서를 제출했을 정도로 선구적인 모습을 보였다.
1926년 2월 18일 이완용후작 장례식 장의역원을 정할 때, 영결식장 응접위원, 계장으로 진행에 참여했다.
1930년대부터는 전시 체제를 맞아 각종 친일 단체에서 활동하면서 자본가로서 모은 돈을 전쟁에 희사하기도 했다. 경성국방의회, 조선국방비행기헌납회, 애국금차회, 국민총력조선연맹, 경성부 육군지원자후원회, 조선호국신사봉찬회, 반도무운현창회, 조선임전보국단 등 많은 친일 단체에 참여했다. 이밖에도 관동군 사령부의 사무촉탁을 맡았고, 꾸준한 강연과 기고로 열성적인 활동을 벌였다.
이와 같은 공로로 일본 제국으로부터 많은 훈장과 표창을 받았고, 중추원 참의(1928년), 중추원 고문(1941년), 칙선 일본 귀족원 의원(1945년)에 임명되었다. 1935년 총독부가 편찬한 《조선공로자명감》에는 조선인 공로자 353명 중 한 명으로 수록되어 있다. 부인인 이용경도 애국금차회에 참여하는 등 일제에 협력해 훈장을 받았다.

## 사후
2002년 발표된 친일파 708인 명단과 2008년 민족문제연구소에서 친일인명사전에 수록하기 위해 정리한 친일인명사전 수록예정자 명단에 모두 포함되었다. 2009년 친일반민족행위진상규명위원회가 발표한 친일반민족행위 705인 명단에도 포함되었다.

## 같이 보기
- 동양척식주식회사
- 조선총독부 중추원
- 대정실업친목회
- 조선임전보국단
- 창씨개명

## 참고자료
- 반민족문제연구소 (1993년 3월 1일). 〈한상룡 : 식민지 예속경제화의 첨병 (김경일)〉. 《친일파 99인 2》. 서울: 돌베개. ISBN 9788971990124.